# Orléans-i Mária Krisztina francia királyi hercegnő
Orléans-i Mária Krisztina Karolina Adelheid Franciska Leopoldina (franciául) Marie Christine Caroline Adélaïde Françoise Léopoldine d'Orléans, (Palermo, 1813. április 12. – Pisa, 1839. január 6.); a Bourbon-ház orléans-i ágából származó francia királyi hercegnő, I. Lajos Fülöp francia király második leánya, házassága révén 1837-től haláláig württembergi királyi hercegné (Herzogin von Württemberg). Tehetséges szobrászművész, alkotásai franciaországi és hollandiai múzeumokban láthatók.

## Élete

### Származása
Mária Krisztina hercegnő 1813. április 13-án született Palermóban, amely ekkor a Szicíliai Királyság fővárosa volt (1816-ig).
Édesapja a Bourbon-ház orléans-i ágából származó Lajos Fülöp herceg (Louis-Philippe d’Orléans, 1773–1850) volt, Chartres hercege, a későbbi I. Lajos Fülöp francia király, Lajos Fülöp József orléans-i hercegnek (1747–1793) és a Bourbon-házból való Louise Marie Adélaïde penthièvre-i hercegnőnek (1753–1821) legidősebb fia. Apai nagyapját, Orléans-i Lajos Fülöp József herceget, a népszerű „Egyenlőség Fülöpöt” („Philippe-Égalité”) a francia jakobinusok 1793. november 6-án Párizsban halálra ítélték és nyaktilóval kivégezték. Apai nagyanyja, Louise-Marie de Bourbon-Penthièvre hercegnő XIV. Lajos francia királynak (a Napkirálynak) és szeretőjének, Madame de Montespan márkinénak dédunokája volt.
Édesanyja a Bourbon-ház nápolyi ágából való Mária Amália Terézia nápoly–szicíliai királyi hercegnő (1782–1866) volt, IV. Ferdinánd nápolyi király (1751–1825) (a későbbi I. Ferdinánd nápoly–szicíliai király) és Mária Karolina Lujza főhercegnő (1752–1814) leánya, apai ágon III. Károly spanyol király, anyai ágon I. (Lotaringiai) Ferenc német–római császár (1708–1765) és Mária Terézia császárné (1717–1780) unokája.
Szülei házasságából tíz testvér született, akik az ancien régime hagyománya szerint a királyi vérből való herceg(nő)i (princ(ess)e du sang) címet, majd 1830-tól, Lajos Fülöp trónra lépésétől a francia királyi herceg(nő)i (prince royal, princesse royale) címet viselték:
- Ferdinand Philippe d’Orléans (1810–1842), Chartres hercege, 1830-tól trónörökös, Orléans hercege (duc d’Orléans), aki 1837-ben Helene Luise Elisabeth zu Mecklenburg–Schwerin német hercegnőt (1814–1858) vette feleségül. Kocsibalesetben veszítette életét.
- Louise-Marie Thérèse d’Orléans (1812–1850), aki I. Lipót belga király felesége, 1832-től Belgium első királynéja lett.
- Mária Krisztina  (Marie Christine d’Orléans) (1813–1839), 1837-től württembergi hercegné.
- Louis Charles Philippe Raphael d’Orléans (1814–1896), Nemours hercege, aki 1840-ben a Szász–Coburg–Gothai-házból származó Viktoria Franziska Antonia von Sachsen–Coburg–Saalfeld–Koháry (1822–1857) német hercegnőt, csábrághi és szitnyai Koháry Mária Antónia Gabriella (1797–1862) hercegnő legifjabb leányát vette feleségül.
- Françoise Louise Caroline d’Orléans (1816–1818), királyi hercegnő (princesse de France), kisgyermekként meghalt.
- Marie Clémentine Caroline Léopoldine Clotilde d’Orléans (1817–1907), királyi hercegnő (princesse de France), 1830-tól Clémentine d’Orléans, aki 1843-ban a Szász–Coburg–Gothai-házból való August Ludwig Viktor von Sachsen–Coburg–Saalfeld–Koháry német herceghez (1818–1881), csábrághi és szitnyai Koháry Mária Antónia Gabriella (1797–1862) hercegnő második fiához ment feleségül.
- François Ferdinand d’Orléans (1818–1900) tengernagy, Joinville hercege, aki 1843-ban a Bragança-házból való Franciska Karolina brazil császári hercegnőt (1824–1898), I. Péter brazil császár leányát vette feleségül.
- Charles Ferdinand Philippe Emmanuel d’Orléans (1820–1828), Penthièvre hercege, gyermekként meghalt.
- Henri Eugène Philippe Louis d’Orléans (1822–1897), Aumale hercege, tábornok, akadémikus és neves műgyűjtő, aki 1844-ben unokanővérét, a Bourbon-házból való Mária Karolina Auguszta nápoly–szicíliai királyi hercegnőt (1822–1869), Lipót János József salernói herceg (1790–1851) és Habsburg–Lotaringiai Mária Klementina főhercegnő (1798–1881) leányát, I. Ferenc császár unokáját vette feleségül.
- Antoine Marie Philippe Louis d’Orléans (1824–1890), Montpensier hercege, aki 1846-ban a Bourbon-házból való Lujza Fernanda spanyol infánsnőt (1832–1897), VII. Ferdinánd spanyol király leányát vette feleségül.

Apja, Lajos Fülöp herceg a francia forradalom és a napóleoni háborúk idején kényszerült külföldi emigrációba, 1808 óta a Szicíliai Királyságban élt, itt vette feleségül Ferdinánd király leányát 1809-ben. Idősebb gyermekei, köztük Mária Krisztina is a család szicíliai tartózkodása idején születtek.

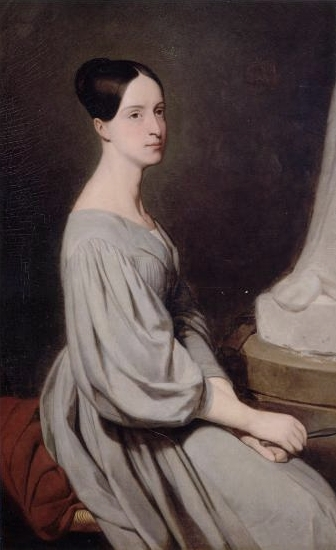
Orléans-i Mária Krisztina hercegnő
(Ary Scheffer műve, Condé Múzeum, Chantilly).

### A Bourbon-restauráció évei
A család 1814-ben, Napóleon első lemondása után tért vissza Franciaországba. Apja visszakapta orléans-i hercegi címét és lakóhelyét, a párizsi Palais-Royalt. Napóleon visszatérésekor ismét menekülniük kellett. A szülők négy gyermekükkel Angliába utaztak. London közelében, a twickenhami Orleans House-ban éltek. 1817-ben tértek ismét haza, ekkor Neuillybe költöztek. Apja mindig ügyelt arra, hogy szerényen és a polgári normák szerint viselkedjék. Gyermekeit a párizsi IV. Henrik Gimnáziumba adta. 1824-ben X. Károly király megadta neki a jogot, hogy királyi fenségnek szólítsák. 1825-ben, az emigránsok vagyoni kárpótlásáról szóló, nagy felháborodást keltő törvény alapján visszakapták az Orléans-ház elkobzott vagyonát.

### Egy dinasztikus házassági terv kudarca
1834 elején II. Ferdinánd nápoly–szicíliai király (1810–1859) beleegyezett, hogy egyik öccse, Lipót Benjámin nápoly–szicíliai királyi herceg (1813–1860), Siracusa grófja feleségül vegye unokanővérét, Mária Krisztina hercegnőt. A Bourbon-házassággal Lajos Fülöp király az 1830-as forradalom nyomán kikiáltott júliusi monarchia konszolidációját, az újdonsült Orléans-i királyi ház presztízsét akarta javítani az európai királyi udvarok körében.
Lipót Benjámin herceg a bátyjához, II. Ferdinándhoz hasonlóan, I. Ferenc nápoly–szicíliai király (1777–1830) második házasságából született. Anyja Mária Izabella spanyol infánsnő (1789–1848) volt, IV. Károly spanyol király leánya. A vőlegény-jelölt tehát egyben Mária Krisztina anyjának, Mária Amália királyné unokaöccse is volt, emellett féltestvére a Bourbon-házi X. Károly király menyének, Mária Karolina nápoly–szicíliai királyi hercegnőnek (1798–1870), az özvegy Berry hercegnének, aki I. Ferenc nápoly–szicíliai király első feleségétől, Mária Klementina osztrák főhercegnőtől (1777–1801), II. Lipót császár leányától született. Berry hercegné fia, Henri d’Artois (1820–1883), Bordeaux hercege, X. Károly unokája a legitimisták számára a francia trón jogos várományosa volt. Az előkelő Bourbon-házi ősök révén ez a házasság tehát az Orléans-ház számára meghozhatta volna az áhított elismertséget az európai uralkodóházak részéről..
1834 áprilisában azonban zavargások törtek ki Franciaországban. A nápolyi udvar ezért azt kívánta, hogy Lajos Fülöp király haladéktalanul adja ki a menyasszony hozományának részeként az Orléans-ház vagyonának reá eső részét. (Még 1830. augusztus 7-én, trónra lépésének előestéjén Lajos Fülöp – saját jogtanácsosának javaslatára – az Orléans-ház szinte egész vagyonát kimentette a Korona rendelkezése alól azzal, hogy felosztotta, és gyermekeinek névleges magánvagyonává alakította át. Csak saját személyes vagyonrészét helyezte a Korona rendelkezése alá. A forradalmi mozgalom révén hatalomra került király tudta, hogy újabb hatalomváltás esetén a király vagyonát a Korona (azaz az Állam) elkobozhatja, ahogy ez a Bourbon-ház vagyonával is történt. Így azonban az Orléans-ház hatalmas pénz- és ingatlanvagyona teljes biztonságban volt, mégis Lajos Fülöp saját személyes kezelésében maradt). A nápolyi király 1834-ben felvetett követelését Lajos Fülöp a maga számára sérelmesnek találta, és kisiklatta leányának házassági tervét. (A kikosarazott vőlegény, Lipót Benjámin nápoly–szicíliai királyi herceg 1837-ben Savoya–Carignani Filiberta szárd–piemonti hercegnőt (1814–1874) vette feleségül).

### Házassága, gyermeke
Végül 1837. október 17-én az ekkor már 24 éves (tehát abban a korban már vénlánynak számító) Mária Krisztina hercegnő feleségül ment a 33 éves Sándor Frigyes Vilmos württembergi királyi herceghez (Alexander Friedrich Wilhelm, Herzog von Württemberg, 1804–1881), Alexander Friedrich Karl von Württemberg herceg (1771–1833) és Antoinette Ernestine Amalie von Sachsen–Coburg–Saalfeld hercegnő (1779–1824) legidősebb  fiához, az elhunyt I. Frigyes württembergi királynak (1754–1816) unokaöccséhez. Sándor herceg, apjához hasonlóan az orosz cári haderőben szolgált, részt vett az Oszmán Birodalom elleni 1828-as hadjáratban, és az 1831-es novemberi lengyel felkelés leverésében is.
A württembergi királyi család ugyan lényegesen alacsonyabb presztízst képviselt, mint amekkorát a nápoly–szicíliai királyi hercegség jelentett volna, de ez a vőlegény is két királynak volt közvetlen rokona: édesapja révén az uralkodó I. Vilmos württembergi király (1781–1864) unokafivére volt, a Szász–Coburg–Gothai-házból származó édesanyja révén pedig I. Lipót belga királynak, Mária Krisztina sógorának volt az unokaöccse. Lipót, a királyi nagybácsi igen sokat segített abban, hogy feleségének, Lujza Mária hercegnőnek húgát férjhez lehessen adni. A házassági szerződés leginkább az ő tevékeny közreműködésének volt köszönhető.
Párizs érseke, Hyacinthe-Louis de Quélen megtiltotta, hogy a király leányát katolikus székesegyházban eskessék össze evangélikus vallású vőlegényével. Az esküvőt ezért Versailles-ban, a Nagy-Trianon palotában tartották, amelyet Lajos Fülöp király hozatott rendbe saját személyes használatára. Az esküvő fényűző külsőségek között zajlott. A polgári házasságkötést Pasquier kancellár, a katolikus esküvőt Versailles érseke, az evangélikus (lutheránus) szertartást Cuvier lelkipásztor végezte. A következő napokban ünnepélyeket sorozatát rendezték, a királyi pár több fényes fogadást adott. (Őeminenciája, Quélen érsek úr kérlelhetetlen volt hit dolgában. 1832-ben ugyanígy megtiltotta, hogy Lajos Fülöp legidősebb leánya, Lujza Mária hercegnőt katolikus székesegyházban eskessék össze az evangélikus I. Lipót belga királlyal, ezért ők Compiègne-ben esküdtek. 1837 májusában, csak néhány hónappal Mária Krisztina esküvője előtt Párizs érseke ugyanilyen tilalmat rendelt el Ferdinánd Fülöp trónörökössel, Lajos Fülöp legidősebb fiával szemben, megtiltva annak templomi esküvőjét Helene Luise Elisabeth zu Mecklenburg-Schwerin evangélikus német hercegnővel, ezért azt az esküvőt a fontainebleau-i kastélyban kellett megtartani.)
Az esküvő után Mária Krisztina körutazást tett férjével a német fejedelmi udvarokban. 1838 januárjában a Szász–Coburg–Gotha Hercegség uralkodója, I. Ernő herceg (1784–1844) és felesége, Antoinette Marie von Württemberg hercegnő (1799-1860), Sándor Frigyes Vilmos herceg nővére látta őket vendégül. 1838. január 26-án éjszaka a gothai hercegi palotában tűzvész tört ki, az épület leégett, amelynek a vendégek kis híján áldozatul estek. A téli éjszakába kimenekülő Mária Krisztina valószínűleg ekkor szerezhette később végzetessé váló tüdőbetegségét. Megrendült egészségét terhessége, és gyermekének születése (1838 nyarán) tovább gyengítette.
Mária Krisztina és Sándor Frigyes Vilmos rövid házasságából egyetlen fiú született:
- Fülöp Sándor württembergi herceg (Philippe Alexander Maria Ernst, Herzog von Württemberg, 1838–1917), aki 1865-ben Habsburg–Tescheni Mária Terézia Anna főhercegnőt (1845–1927), Albert főherceg, császári tábornagy (1817–1895) legidősebb leányát vette feleségül. Öt gyermekük született, tőlük származnak a württembergi trón mai örökösei (követelői).

### Korai halála
1838-ban Mária Krisztina tüdőbajban megbetegedett. A toszkánai Pisába utazott, az ottani enyhe klímában remélt gyógyulást. Szülei később utánaküldték legidősebb öccsét, Louis Charles-t (1814–1896), Nemours hercegét, hogy nővérének támasza legyen. Öccsének érkezésekor a Palazzo Vitelliben lakó Mária Krisztina már nagyon rossz állapotban volt, és néhány nappal később, 1839. január 6-án meg is halt.
Testét hazaszállították, és 1839. január 27-én az Orléans-család temetkezőhelyén, a dreux-i Szent Lajos Királyi Kápolna kriptájában temették el, amelyet még az 1820-as években édesapja, Lajos Fülöp újíttatott fel.

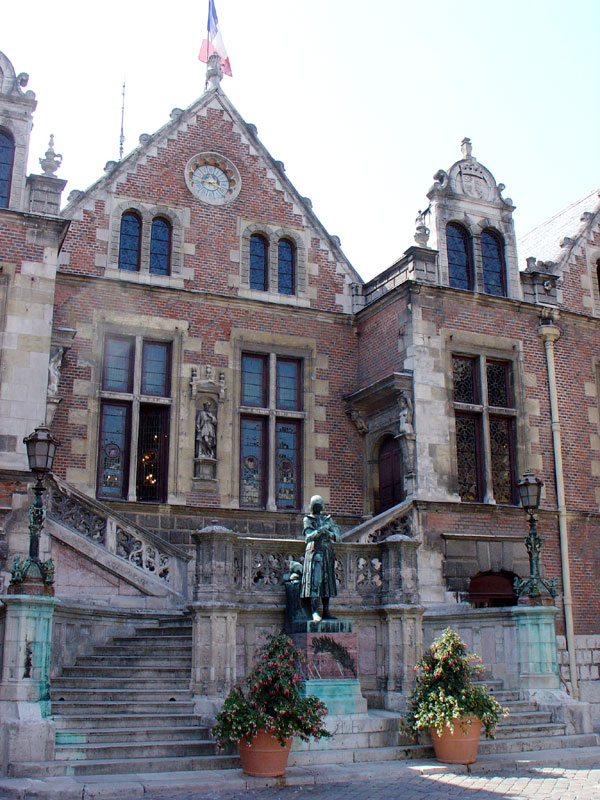
Jeanne d’Arc bronzszobra az orléans-i Városháza előtt (1837).

## A képzőművész-hercegnő öröksége
1822. februárjában apja, még orléans-i hercegként felfogadta a holland származású Ary Scheffer francia szobrászt (1795–1858), hogy rajzolást, festést és szobrászkodást tanítson legidősebb gyermekeinek. Cserébe Lajos Fülöp festmények és szobrok rendszeres megrendelésével támogatta Scheffert. A művész Mária Krisztina tehetségét kiemelkedőnek találta, a hercegi gyermekek közül egyedül neki voltak voltak képzőművészi ambíciói. Már 12 éves korában jól rajzolt, de Scheffer ösztönzésére áttért a szobrászkodásra. 1837-ben készített egy márványszobrot Jeanne d’Arcról a versailles-i kastélyban akkor berendezett Francia Művészeti Múzeum számára. A szoborról bronzmásolatok is készültek, a hercegnő az egyiket az orléans-i városházának ajándékozta, annak főbejárata előtt állították fel.
Mária Krisztina számos elkészült művet hagyott hátra. Ezek egy része ma a versailles-i kastélyban, a hollandiai Dordrecht múzeumában, Két bronzszobra látható a párizsi Romantikus élet múzeumában (Musée de la Vie romantique), és a chantilly-i kastély Condé-múzeumában. 1839-ben, amikor Mária Krisztina alig 26 évesen meghalt, több szobrát végrendeletileg mesterére, Ary Schefferre hagyta, ezek később Dordrecht város múzeumába kerültek.
2008. április 18. és július 21. között a párizsi Louvre gyűjteményes kiállítást rendezett Mária Krisztina műveiből, és hátrahagyott személyes tárgyaiból. A chantilly-i Condé Múzeum is rendezett egy hasonló kiállítást.